# Willem Philip Barnaart
Willem Philip Barnaart, heer van Bergen en Zandvoort, (Haarlem, 28 november 1781 –  Vogelenzang, 11 februari 1851) was een Nederlandse bestuurder.

## Familie
Barnaart, lid van de familie Barnaart, was een zoon van mr. Willem Philip Barnaart (1755-1781) en van Cornelia Reessen (1762-1836). Zijn vader, die enige maanden voor Barnaarts geboorte overleed, was fabriquer van garen en band in Haarlem. Barnaart werd op op 25 november 1813 door Napoleon Bonaparte verheven tot Chevalier de l'Empire en bij Koninklijk besluit van 27 sept. 1817 verheven in de Nederlandse adel. Hij trouwde met Elisabeth Cornelia Hillegonda Teding van Berkhout (1783-1814) en na haar overlijden met jkvr. Maria Cornelia Suzanna Teding van Berkhout (1793-1863). Uit het eerste huwelijk werd zoon Henry Gerard Barnaart geboren, die burgemeester van Haarlemmerliede werd. 
Barnaart was een vermogend man en bezat onder meer een huis aan de Nieuwe Gracht in Haarlem, waar hij in 1804 de eerste steen legde voor Huis Barnaart, hij kocht in 1807 het Huis te Vogelenzang. In 1815 werd hij eigenaar van de heerlijkheid Bergen en in 1824 kocht hij de heerlijkheid Zandvoort.

## Loopbaan
Barnaart vervulde diverse bestuurlijke en politieke functies in Haarlem en daarbuiten; hij was lid van de vroedschap (1808, 1811), kolonel van de schutterij (1809) en maire (1811-1813) in Haarlem. Hij was daarnaast onder meer lid van de Provinciale Staten (1814-1849) en Gedeputeerde Staten (1819-1845) van Noord-Holland en adjudant des konings. Hij was als lid van de koninklijke commissie betrokken bij de drooglegging van de Haarlemmermeer (1837) en vervolgens president van de Hollandsche Maatschappij der Wetenschappen (1838-1851).
Barnaart was vrijmetselaar en lid van de Haarlemse Loge Vicit Vim Virtus. Hij was jarenlang lid van het hoofdbestuur van de Orde van Vrijmetselaren: Grootceremoniemeester (1810-1812), Grootmeester (1812-1815) en later Grootthesaurier (1821-1851).
In 1834 werd Barnaart benoemd tot ridder in de Orde van de Nederlandse Leeuw. Hij was buitengewoon adjudant van koning Willem II (1840) en Willem III (1849). Barnaart overleed in 1851, op 69-jarige leeftijd, op zijn huis in Vogelenzang. 
Het noordelijk deel van de Boulevard in Zandvoort tussen Bloemendaal aan Zee en het Burgemeester Fenamaplein werd naar hem vernoemd en kreeg de naam "Boulevard Barnaart".